# Robbie Williams
Robert Peter Williams (født 13. februar 1974) er en engelsk singer-songwriter og entertainer. Han blev berømt som medlem af popgruppen Take That fra 1989 til 1995 og igen fra 2010 til 2014, men opnåede endnu større succes med sin egen solokarriere, som begyndte i 1997. Williams har udgivet syv nummer 1 singler og 11 ud af hans 12 studiealbummer har nået nummer 1 på UK Albums Chart. Seks af hans albums er blandt de 100 bedst sælgende albums i Storbritannien, og fire af dem i top 50, og i 2006 kom han i Guinness Rekordbog for at have solgt 1,6 mio. billetter til Close Encounters Tour på én dag.
Williams har modtaget 18 Brit Awards, og han har vundet Best British Male Artist fire gange, fået to priser for Outstanding Contribution to Music og i 2017 blev han Brits Icon for sin "vedvarende indvirken på den britiske kultur", han har modtaget otte ECHO Awards og tre MTV European Music Awards. I 2004 blev han indskrevet i UK Music Hall of Fame efter at være blevet stemt ind som "Greatest Artist of the 1990s". Ifølge British Phonographic Industry (BPI) har Williams solgt 19,9 mio. albums og 7,2 mio. singler i Storbritannien som solokunstner. Fem af hans albums har toppet den australske albumhitliste. Han er også en af de bedst sælgende kunstnere nogensinde, og har solgt over 75 mio. albums på verdensplan. Williams var også den mest spillede kunstner i perioden 2000-2010 på britisk radio. Hans tre koncerter i Knebworth i 2003 tiltrak over 375.000 personer, hvilket på dette tidspunkt var Storbritanniens største musikbegivenhed. I 2014 modtog han nøglerne til Stoke-on-Trent, og han har fået opkaldt efter turistrute og gadenavne efter sig.
Efter 15 års pause fra Take That sluttede han sig atter til gruppen den 15. juli 2010, og han skrev og var forsanger på deres album Progress, der blev det næst hurtigst sælgende album i Storbritannien nogensinde og det hurtigst sælgende album i dette århundrede på dette tidspunkt. Den efterfølgende turne, der indeholdt syv sange fra Williams' solokarriere, blev den bedst sælgende koncert i Storbritanniens historie, og der blev solgt 1,34 mio. billetter på under 24 timer. I slutningen af 2011 bekræftede Take That frontfigur Gary Barlow at Williams igen havde forladt bandet for at fokusere på sin solokarriere, men at det var sket i venskabelighed, oga t Williams var velkommen til at slutte sig til gruppen igen i fremtiden. Han har siden optrådt med Take That ved tre lejligheder på fjernsyn, og han har samarbejdet med Barlow på forskellige projekter—inklusive West End musicalen The Band.

## Karriere

### Take That
I 1990 blev Robbie Williams som kun 16-årig det yngste medlem af Take That. Han var forsanger på deres første top ti-hits "Could It Be Magic", "I Found Heaven" og "Everything Changes". Han havde dog konflikter med Nigel Martin-Smith over reglerne for gruppens medlemmer og begyndte dog at drikke og tage kokain.
Hans stofmisbrug eskalerede og i juli 1995, aftenen før en planlagt optræden til MTV Europe Music Awards, tog han næsten en overdosis. Gruppens medlemmer konfronterede ham inden en planlagt turne i USA, hvor de gjorde det klart, at de helst ville tage turneen uden ham. Williams valgte herefter at forlade bandet, hvilket var sidste gang i 12 år, at de alle sammen var samlet. Uden Williams gennemførte resten af bandet turneen, men gik i opløsning den 13. februar 1996, Williams 22-års fødselsdag.
I 1996 udgav han sin første solosingle, George Michael-hittet fra 1990: "Freedom".

### Life Thru A Lens
Året efter udkom den første af hans egne kompositioner Old Before I Die. Begge singler blev nummer 2 på UK Singles Chart. Yderligere 2 singler blev udgivet og derefter kom debutalbummet Life Thru A Lens. Kun Robbie Williams' egne kompositioner var med på pladen, hvilket udelukkede "Freedom". De fleste sange på debutalbummet var skrevet i samarbejde med Guy Chambers, bl.a. "Angels", der blev fjerde single fra albummet. Sangen har solgt dobbelt platin i Storbritannien og blev i 2005 kåret af BBC Radio 2's lyttere, som værende den bedste sang udgivet i de seneste 25 år i britisk musik (1980-2005).
Sidste Single fra albummet var "Let Me Entertain You", der senere er blevet en af storfavoritterne ved Robbies livekoncerter.

### I've Been Expecting You
I 1998 kom en ny single; "Millennium", som optakt til Williams' andet album. I've Been Expecting You er stadig hans bedst sælgende album i hjemlandet og indeholder, udover "Millennium", hittene "She's The One", "No Regrets" og "Strong".

### Sing When You're Winning
Robbie Williams er efterhånden blevet et af de allerstørste navne inden for popmusik i de fleste lande. Hans musik har dog aldrig rigtig haft storpopularitet i USA. Nogle mener, at det især skyldes den kontroversielle video til Sing When You're Winning's første single[kilde mangler]; "Rock DJ". I videoen danser og stripper Robbie Willams, mens han er omgivet af halvafklædte kvinder. Efter at han har smidt alt tøjet, begynder han at flå huden af sig selv og derefter rive sine organer ud (dette er naturligvis computeranimeret). I videoen ender han som et skelet, mens han stadig danser til musikken. Ikke desto mindre blev sangen et stort hit. Det samme gjorde næste single, "Kids", der var en duet med den australske sangerinde Kylie Minogue. Idéen med sangen var, at den skulle være i Grease-stil, og Robbie havde udpeget sig selv som John Travolta og Kylie Minogue til Olivia Newton-John. Albummet fik flere hitsingler og et par sange blev også indspillet på andre sprog. Bl.a. udkom "Better Man" på spansk og "Supreme" på fransk.

### Swing When You're Winning
Robbies fjerde album Swing When You're Winning' indeholder cover-versioner af gamle jazz-, blues- og popsange. Den største successingle var en ny version af Nancy og Frank Sinatras "Somethin' Stupid". Robbie Williams sang duetten med Nicole Kidman. En anden sang, der markerer sig på pladen er en nyfortolkning af evergreenen "Mr. Bojangles", der tidligere er blevet indspillet af bl.a. Bob Dylan og John Denver.

### Escapology
"Feel" hed den første single fra det femte album Escapology. "Feel" blev et af de største hits i karrieren, men flere kritikere var begyndt at antyde, at Robbie Williams' succes i meget høj grad skyldtes hans medkomponist Guy Chambers.[kilde mangler] Som reaktion brød Robbie makkerskabet og næste single blev "Come Undone", der ikke havde Chambers som medkomponist. Igen havde videoen et eksperimentalt og provokerende udtryk. Man ser bl.a. slanger og edderkopper, der kravler ud og ind af kvindelige munde og vaginaer. Den ucensurerede udgave af videoen er meget svær at få fat i, da der næsten ikke er nogen tv-stationer der ville/måtte sende den.
Escapology-succesen fortsatte med singlerne "Sexed Up" og "Something Beautiful".

### Greatest Hits
I 2004 udkom Robbies første officielle opsamlingsalbum Greatest Hits. Inden udgivelsen af albummet kom singlen "Radio". Den nye medkomponist hed Stephen Duffy. "Radio" blev kritikerrost, men singlen solgte ikke så godt som mange af de tidligere hits. "Radio" nåede dog både at blive #1 på den danske Hit-listen og på UK Singles Chart.

### Intensive Care
Intensive Care var første album efter bruddet med Guy Chambers. Albummet levede salgsmæssigt op til "Robbie Williams-standarder". Første single "Trippin'" var der delte meninger om. Nogle mente at det var noget af det allerbedste Robbie Williams havde lavet, mens andre mente at det var det allerværste. Næste single "Advertising Space" blev bredt set godt modtaget. Sangen handler om Elvis Presleys liv, og Robbie giver den selv som Elvis i musikvideoen.

### Rudebox
Robbie Williams' syvende soloalbum Rudebox udkom i efteråret 2006, titelnummeret blev forud for udgivelsen udgivet som single, dog uden den store succes. Anden single var "Lovelight". Den tredje single fra albummet er "She's Madonna", er en sang Williams indspillede sammen med Pet Shop Boys, og vil nok blive vurderet til at være pladens største kommercielle succes. Albummet solgte ikke så godt som de tidligere albummer.

### Reality Killed the Video Star
Efter tre år uden hverken albumudgivelser eller turnéer og rygter om en Take That-reunion, udgav Williams i 2009 først singlen "Bodies" og derefter albummet Reality Killed the Video Star, produceret af Trevor Horn. Begge røg ind på førstepladsen på flere europæiske hitlister. Albummet blev fulgt op af singlen "You Know Me". Salgsmæssigt ligger Reality Killed the Video Star på niveau med Rudebox.

### Genforening med Take That
I 2009 mødtes Robbie med de fire øvrige medlemmer af Take That i sit hjem i Los Angeles, hvor de havde ro til at komme til bunds i de uoverensstemmelser, der i sin tid førte til bruddet. Det initierede et tættere samarbejde med Gary Barlow og en fælles udgivelse i efteråret 2010 af singlen "Shame", som Robbie skrev teksten til, hvor Robbie for alvor genindtrådte i Take That først med optrædener i tv-shows (X Factor) og senere med udgivelsen af nyt Take That album Progress, der i 2011 blev fulgt op af en Progress Tour, hvor gruppen gennemførte 35 koncerter foran et publikum på ca. 1,8 millioner mennesker. Showet var sammensat sådan, at bandet startede uden Robbie, der derefter gik alene på scenen med hans 5 største hits ("Let me entertain you", "Rock DJ", "Come Undone", "Feel" og "Angels"), hvorefter hele gruppen gennemførte resten af showet sammen.

### Take the Crown
Efter Take That turneen vendte Robbie hjem til Los Angeles, hvor han henover igennem vinteren 2011 lagde sidste hånd på nyt soloalbum, Take the Crown, det blev udgivet på Universal den 5. november 2012. Albummet blev #1 i Storbritannien, Østrig, Tyskland, Irland, Holland, Schweiz. Det var dermed det niende af hans soloalbummer, der opnåede at blive #1 i Storbritannien (det eneste bortset fra "Reality Killed the Video Star" der blev nummer 2). Den første single "Candy" opnåede ligeledes en førsteplads på de engelske hitlister, ligesom den gjorde det i Holland og flere andre lande. Det var den første af hans solosingler, der opnåede dette siden "Radio" (2004)
Robbie Williams valgte også at udsende Take the Crown i USA. Siden 2002 havde han ikke for alvor satset på USA. I 2012 satte han sit hus i Los Angeles til salg med henblik på, at familien skulle vende tilbage til UK.
Albummet blev fulgt op af fire mindre koncerter i september 2012, hvor Robbie Williams vendte tilbage til sine oprindelige spillesteder fra da han startede sin solokarriere med plads til ca. 2.000 publikummer. Herefter blev der afholdt tre O2 Arena i London med plads til 20.000 publikummer. Da billetterne blev sat til salg blev der registreret en efterspørgsel på internettet svarende til 5000% udsolgt - det vil sige, at han i teorien kunne have solgt 125 koncerter. Den sidste af de tre koncerter blev optaget og solgt til tv og vist over hele verden live eller forskudt live (på TV 2 i Danmark).
Umiddelbart efter koncerterne annoncerede Williams en turne i Europa i sommeren 2013. Som udgangspunkt blev der annonceret i alt 15 stadionkoncerter, men antallet blev siden udvidet løbende til i alt 25 koncerter, heraf to i Parken i København.

## Hæder
Det er blevet hævdet at Williams har solgt flere albummer i Storbritannien end nogen anden britisk solokunstner, og at han har vundet flere Brit Awards end nogen anden kunstner til dato. Han har solgt over 57 millioner albummer på verdensplan. Williams kom med i Guinness Rekordbog, da han, efter at have annonceret til verdensturne i 2006, solgte 1,6 millioner billetter på én dag.
Han er blevet nomineret til en lang række awards, heriblandt 17 Brit Awards og syv ECHO awards. I 2004 blev han indlemmet i UK Music Hall of Fame, efter at være blevet valgt som den største artist fra 1990'erne ved en afstemning.
Williams optræder på listen over top 100-listen over best sælgende albums i Storbritannien seks gang.
I oktober 2009 blev det annonceret at han ville modtage Outstanding Contribution To British Music award atil 2010-udgaven af BRIT Awards.
I september 2010 tændte Williams lysene ved lysfestivalen Blackpool illuminations og udtalte, at det var en en af de største ærer han havde opnået.
I oktober blev Williams udnævnt som den mest succesfulde kunstner i årtusindet af Media Control, fordi han havde ligget #1 på den tyske albumhitliste i 38 uger siden 2000. Han har også været på listens top-ti 135 gange.

## Privat
Mange af Williams sange handler om ham selv og hans indre konflikter – ikke mindst på hans senere album. Nogle sangtekster hentyder kraftigt til en, i det mindste tilsyneladende, stor selvindsigt og -kritik.
Robbie Williams har hele sit liv kæmpet med væsentlige psykiske problemer som alkoholisme (han har dog været ædru siden 2001[kilde mangler]) og misbrug af forskellige stoffer. Problemer som i hvert fald delvist kan tilskrives hans øvrige psykologiske problemer som lavt selvværd, selvhad, tankemylder og klinisk depression.
Williams har gennem hele sin professionelle karriere desuden kæmpet med sceneskræk. Et problem som ikke er blevet mindre med tiden.[kilde mangler]
Disse personlige problematikker har medført flere kortvarige ophold på psykiatriske hospitaler og afvænningsklinikker. Senest februar til marts 2007, da Williams indlagde sig selv til afvænning på sin 33-års fødselsdag, 13.februar. Den officielle årsag var afhængighed af seroxat, en type anti-depressiv medicin. Han forlod klinikken igen efter knap en måned.
Robbie Williams har været kærester med den tyrkisk-amerikanske skuespillerinde Ayda Field siden 2007. Trods rygter om adskillige brud i forholdet har det været det længste af sin slags for Williams. Den 7.august 2010 blev de to gift ved en privat ceremoni i hans hjem i Los Angeles. Den 18. september 2012 blev parret forældre til Theodora Rose Williams, og hun omtales altid som "Teddy".
Robbie valgte tidligt i sin karriere at bosætte sig i Los Angeles. Samtidig besluttede han ikke at forsøge at slå igennem i USA. Faktisk har han så vidt vides aldrig optrådt i USA[kilde mangler]. Det var for at værne om sit privatliv og undgå den massive fanopmærksomhed, som han altid får, når han er i England og resten af Europa. Han har som person brug for at kunne trække sig ud af rampelyset i perioder, for at kunne vende tilbage med ny styrke. Los Angeles giver ham samtidig et internationalt miljø, hvor han kan pleje andre erhvervsinteresser såsom mode, tøj m.v.
Som følge af familieforøgelsen har parret besluttet at flytte tilbage til Storbritannien, hvorfor Robbie Williams seneste album Take the Crown er udsendt i USA, hvor han ikke har forsøgt sig seriøst siden 2002.
Robbie Williams tog sig først en uddannelse som præst da han skulle vie en god ven.

## Diskografi
Studiealbums som solokunstner
| - Life thru a Lens (1997) - I've Been Expecting You (1998) - Sing When You're Winning (2000) - Swing When You're Winning (2001) - Escapology (2002) - Intensive Care (2005) - Rudebox (2006) - Reality Killed the Video Star (2009) - Take the Crown (2012) - Swings Both Ways (2013) - The Heavy Entertainment Show (2016) - The Christmas Present (2019) Se også - Under the Radar Vol. 1 (2014) - Under the Radar Vol. 2 (2017) - Under the Radar Vol. 3 (2019) | Studiealbums med Take That - Take That & Party (1992) - Everything Changes (1993) - Nobody Else (1995) - Progress (2010) - Progressed (2011) - Odyssey (2018) |

## Koncerter

### Solo
- Show Off Must Go On Tour (1997)
- Ego Has Landed Tour (1998)
- One More for the Rogue Tour (1998–99)
- 1999 Tour (1999) (Man, The Myth, The Tax Bill [a.k.a. Born To Be Mild], A Few Dollars More..., Get Your Coat Baby, You've Pulled!)
- The Sermon on the Mount Tour (2000–01)
- Weddings, Barmitzvahs & Stadiums Tour (2001)
- 2003 Tour (2003) (Weekends of Mass Distraction, Cock of Justice, Aussie Typo)
- Close Encounters Tour (2006)
- Take the Crown Stadium Tour (2013)
- Swings Both Ways Live (2014)
- Let Me Entertain You Tour (2015)
- The Heavy Entertainment Show Tour (2017–18)
- XXV Tour (2022-23)

### Take That
- Party Tour (1992–93)
- Everything Changes Tour (1993–94)
- Pops Tour (1994–95)
- Progress Live (2011)

### Faste koncerter
- Robbie Williams Live in Las Vegas (2019)